# Hugh Williams
Hughie Williams (ur. 3 września 1933,  zm. 15 października 2017) – australijski zapaśnik walczący w stylu wolnym. Olimpijczyk z Tokio 1964, gdzie zajął jedenaste miejsce w kategorii do 97 kg.

## Letnie Igrzyska Olimpijskie 1964
| Konkurencja      | Rundy eliminacyjne | Rundy eliminacyjne | Rundy eliminacyjne    | Klas. końcowa |
| Konkurencja      | Przeciwnik I       | Przeciwnik II      | Przeciwnik III        | Miejsce       |
| ---------------- | ------------------ | ------------------ | --------------------- | ------------- |
| 97 kg styl wolny | Sión Cóhen (PAN) Z | Ahmet Ayık (TUR) P | Said Mustafow (BGR) P | 11.           |